# Carlo Padial

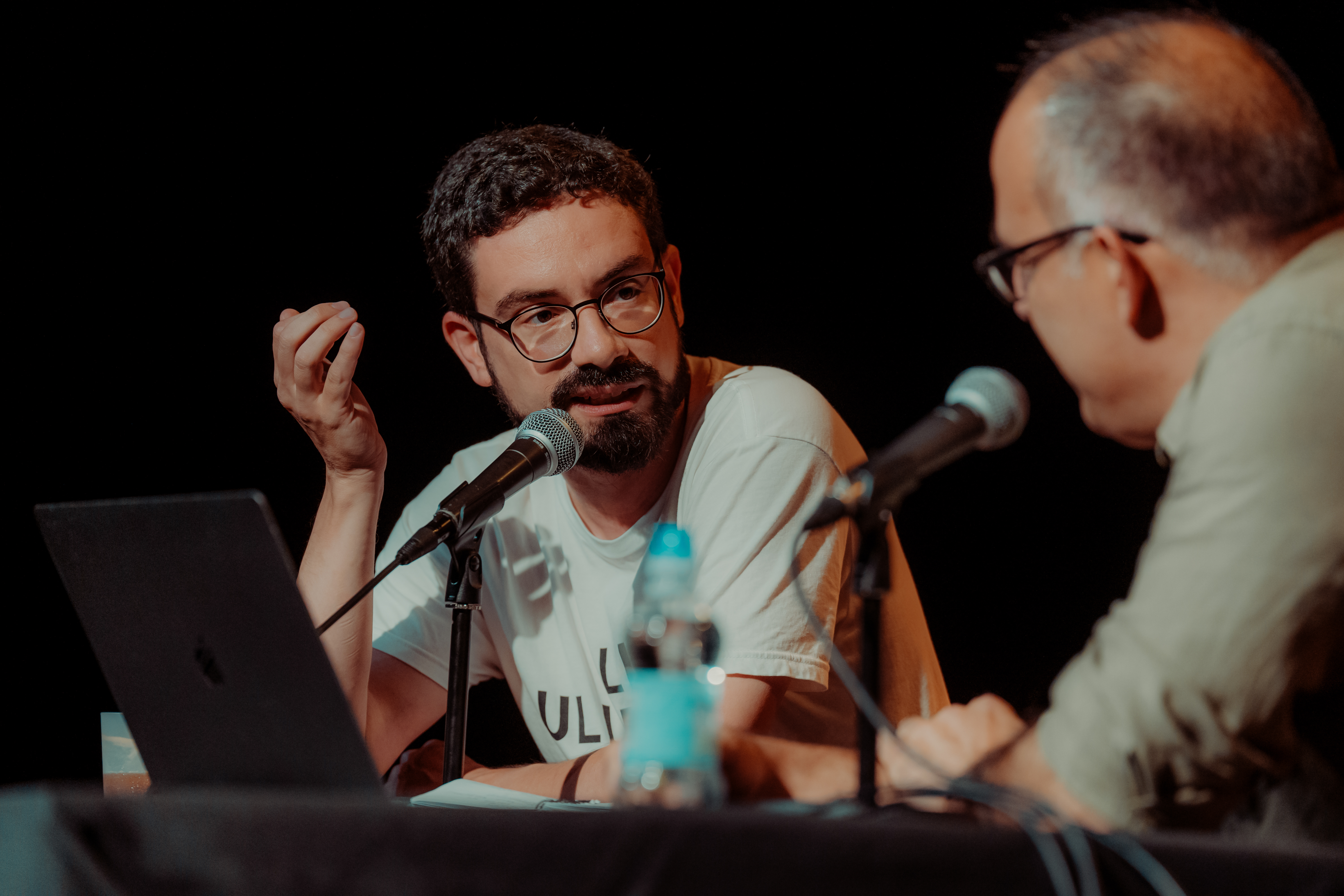
Carlo Padial y Carlos de Diego en el festival de comedia de la llama Fest de 2022 en Barcelona

Carlo Padial (nacido el 27 de agosto de 1977) es un escritor, guionista, director  del cine y humorista gráfico. Director y creador de Doctor Portuondo.  

## Trayectoria
Empezó a principios de siglo en el mundo creativo haciendo comic con el alias de Carlo Hart trabajando para la editorial La Cúpula en la historieta de El víbora. Ahí fue donde conoció a Carlos de Diego, su compañero durante toda su carrera.
En 2011 escribió Dinero gratis y Erasmus, orgasmus y otros problemas. En 2012, junto con Carlos de Diego fundó la productora Los Pioneros del Siglo XXI, responsable de títulos como Mi loco Erasmus. De 2010 a 2013 dirigió el magacín matinal inverso de Go, Ibiza, Go!, presentado por Didac Alcaraz. Al que fueron como invitados Nacho Vigalondo, Joaquín Reyes y Ernesto Sevilla entre otros. En 2013 escribió y dirigió La Ferguson Party para el proyecto del dúo cómico Venga Monjas, Venga Monjas Directed By.
Empezó a trabajar con Playground como articulista, al tiempo vio que podía ganar más dinero haciendo videos, ahí es donde publica los videos virales de Swaggers y quiere ser negro entre otros.
En 2017 dirigió la película de comedia Algo muy gordo, protagonizada por Berto Romero. En 2018 la película en bucle de Bocadillo, protagonizada por Wismichu era parte del documental dirigido por Padial llamado Vosotros sois mi película, que se lanzó en Flooxer.
Colaboró con los programas de televisión de Alguna pregunta més? y Late motiv de 2020 a 2021. En 2021 crea y dirige la serie Doctor Portuondo en Filmin, la 1ª serie de producción propia de la plataforma. De 2021 a 2022 grabó un pódcast, media offline, producido por Playground en el que conversaba con sus mejores amigos. En 2020 codirige la serie documental de crímenes online para atresplayer premium, presentado por Samantha Hudson.

## Filmografía

### Cine
- Taller Capuchoc (2014)
- Mi loco Erasmus (2012)
- Bocadillo (2018)
- Dr Portuondo (2021)

### Series de televisión
- Més dinamita (2010)
- Doctor Portuondo (2021)

### Programas
- Go, Ibiza, Go! (2010-2013)
- Alguna pregunta més?

- Late Motiv (2020-2021)